# Heo Yool
Heo Yool (* 29. August 2009 in Südkorea) ist eine südkoreanische Kinderdarstellerin.

## Biografie
Yool wurde am 29. August 2009 in Südkorea geboren. 2018 setzte sie sich gegen 400 andere Kinder durch, um die Hauptfigur in der Serie Mother zu spielen. Zudem gewann sie die Auszeichnung 54th Baeksang Arts Award als Best New Actress.
März 2018 unterschrieb sie ein Vertrag bei Elrise. Unter anderem trat die im selben Jahr in The Guest auf. Außerdem bekam Heo 2020 in dem Film The Closet die Hauptrolle. Anschließend spielte sie in der Serie Sweet Home eine Nebenrolle.

## Filmografie (Auswahl)
Filme
- 2020: The Closet

Serien
- 2018: Mother
- 2018: The Guest
- 2020/2023: Sweet Home

## Auszeichnungen

### Gewonnen
- 2018: 54th Baeksang Arts Award in der Kategorie „Best New Actress“[2]